# Vanilla nigerica
Vanilla nigerica ist eine Pflanzenart aus der Gattung Vanille (Vanilla) in der Familie der Orchideen (Orchidaceae). Sie wächst als Kletterpflanze in Westafrika.

## Beschreibung
Vanilla nigerica ist eine immergrüne Kletterpflanze mit warzigem Spross. Die Blätter werden 15 bis 25 Zentimeter lang und 3,5 bis 4,5 Zentimeter breit. Die Blattform ist schmal oval bis linealisch, der Blattgrund ist abgerundet, der Blattstiel wird etwa 1,5 Zentimeter lang, das Blatt endet lang ausgezogen.
Der Blütenstand trägt ist unverzweigt, zwei bis sieben Zentimeter lang, er trägt etwa sechs Blüten. Die Tragblätter sind oval, leicht zugespitzt, etwa 0,4 Zentimeter lang. Sepalen und Petalen sind weiß, etwa vier Zentimeter lang und 1,5 bis zwei Zentimeter breit. Sie sind oval geformt und enden fast stumpf. Die drei Zentimeter lange Lippe ist in der unteren Hälfte bauchig, der vordere Rand ist gewellt. Sie ist weiß mit rosa Streifen. Die Spreite ist am Grund mit zwei Schwielen besetzt und dicht behaart. Die Säule ist zwei Zentimeter lang und in der unteren Hälfte mit der Lippe verwachsen.

## Verbreitung
Vanilla nigerica kommt in Westafrika im Süden Nigerias und in Kamerun vor. Sie wächst im tropischen Regenwald, wahrscheinlich ist sie ziemlich selten.

## Systematik und botanische Geschichte
Vanilla nigerica wurde 1913 von Alfred Barton Rendle erstmals beschrieben.
Innerhalb der Gattung Vanilla wird Vanilla nigerica in die Untergattung Xanata und dort in die Sektion Thetya, die alle Arten der Paläotropis enthält, eingeordnet. Laut Portères ähnelt Vanilla nigerica weiteren afrikanischen Arten wie Vanilla chalotii, Vanilla seretii und Vanilla imperialis. Soto Arenas und Cribb nennen nur Vanilla chalotii und Vanilla seretii als verwandte Arten.